# Мамът Лейкс (град, Калифорния)
Мамът Лейкс (на английски: Mammoth Lakes) е град в окръг Моно, щата Калифорния, САЩ. Мамът Лейкс е с население от 8132 жители (по приблизителна оценка от 2017 г.) и обща площ от 65,2 km². Намира се на 2402 m надморска височина. ЗИП кодовете му са 93546, а телефонният му код е 760.